# Roanoke Colony
1590-ben 117 angol telepes nyomtalanul tűnt el a ma Észak-Karolinához tartozó Roanoke-szigetről.

## A Roanoke Kolónia rejtélye

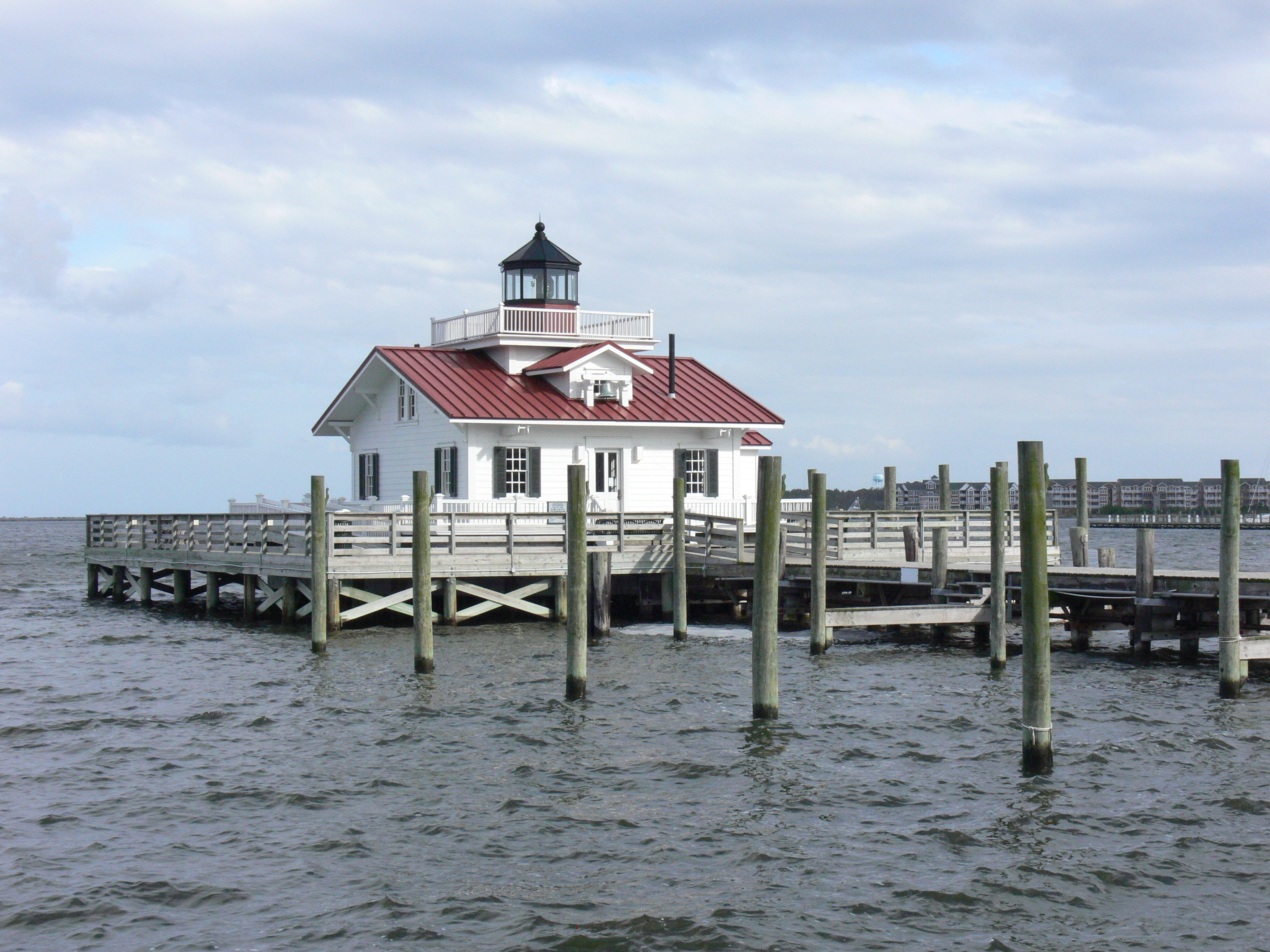
Manteo

A Roanoke Colony létrehozása Sir Walter Raleigh, angol író, költő, udvaronc és felfedező kísérlete volt, hogy megalapítsa az első állandó angol települést Amerikában. A kolóniát 1585-ben alapították, de 1590-ben egy hajó felkereste, és a legénység megállapította, hogy a telepesek ismeretlen körülmények között eltűntek. A kolónia „Az elveszett kolónia” néven vált ismertté. A telepesek sorsa mind a mai napig ismeretlen. A kolónia maradványait már a tenger fenekén is keresték. Az eddigi próbálkozások rendre csődöt mondtak.
Amerika egyik legrégebbi megfejtetlen rejtélyének eredete 1587. augusztusára tehető, amikor egy körülbelül 115 fős angol telepesből álló csoport érkezett a mai Észak-Karolina partjainál fekvő Roanoke-szigetre. Egy két évvel korábbi, kudarcba fulladt roanoke-i letelepedési kísérletet követően ezek a telepesek voltak az elsők, akik egy állandó angol település létrehozását tervezték az „Újvilágban”.
Amerika története tele van sikertelen kolónialapítási ötletekkel. Az egyik leghíresebb kétségtelenül Roanoke, ami rövid idő alatt szőrén-szálán eltűnt, bár I. Erzsébet angol királynő 1584-ben kijelölte a területet Walter Raleighnek. 1584. július 4-én kikötött a Roanoke-szigeten a kolóniát létrehozni. A szigetet angol telepesek nevezték el az akkor már mintegy 800 éve itt élő „roanoke” indiánok után.
Sir Richard Grenville − Raleigh ellenlábasa − felégetette a közeli indiánok által lakott települést, miután azzal vádolta meg őket, hogy elloptak egy ezüstkupát. Grenville azzal az ígérettel hagyta ott az első telepeseket, hogy a szükséges élelmiszererekkel visszatér. Ezalatt a telepesek összetűztek az indiánokkal. A helyőrség kezdettől fogva kudarcra volt ítélve. Az élelmezési készletek gyorsan fogytak. Tovább rontotta a helyzetet, Ralph Lane kapitány elidegenítette a szomszédos Roanoke indiánokat, és meggyilkolta főnöküket, Winginát.
Raleigh 1587-ben új expedíciót indított, melynek vezetője John White lett, akinek a rajzai a mai napig fennmaradtak.
1587. július 22-én a régi település helyén nem találták meg azt a 15 katonát sem (csak egy csontvázat), ami az ott hagyott angolok egyikétől származott. White 1590-ben tért vissza Roanoke-ba. Addigra mindenki eltűnt, beleértve a White lányát, vejét és unokáját − az Újvilágban világra jött első angol gyermeket is.
Az eltűnt kolónia felkutatására csak évekkel később indult expedíció. 1603-ban egy hajó kikötött Roanoke közelében, hogy utánanézzen a roanoke-iaknak. A partraszállást követően azonban összeütközésbe kerültek a helyi indiánokkal, és a kapitányukat, Bartholomew Gilbertet megölték. A telepeseket többet nem keresték, háborús konfliktusok miatt pedig még a francia erődöket is megsemmisítették.
A legvalószínűbb későbbi feltételezések szerint a telepesek valamelyik indián törzs védelmébe húzódtak. Egyes későbbi híradások beszámoltak arról, hogy szőke hajú, kék szemű indiánokat is láttak. Ők nemigen lehettek teljesen indiánok.
- Manteón napjainkban évente egy musical előadása idézi föl az elveszett kolónia históriáját.
- Where'd it Go Sing along

## Fordítás
Ez a szócikk részben vagy egészben  a   Roanoke Colony című angol Wikipédia-szócikk fordításán alapul.  Az eredeti cikk szerkesztőit annak laptörténete sorolja fel. Ez a jelzés csupán a megfogalmazás eredetét és a szerzői jogokat jelzi, nem szolgál a cikkben szereplő információk forrásmegjelöléseként.